# Sandra March
Sandra March és una cantant nascuda a Sant Celoni. Publicà un únic CD (Entre tu i jo) l'any 1993.
L'any 1986 va guanyar el Concurs de Cançó de Salitja (La Selva) amb la cançó "Memòries".